# 普鲁斯鳄属
普魯斯鱷属（學名：Purussaurus），也有翻譯成普鲁索鲁斯鱷，是一属已滅絕的巨型凯门鳄亚科，生存於800万年前的中新世南美洲，是地球史上出现过的最大型的鱷魚之一。牠們的頭骨長接近150（59英寸），估計全長約11（36英尺），重达6公噸（5.9長噸；6.6短噸）。拥有目前已知地球陆地动物中最强大的咬合力之一，；其嘴部极度宽广，能大范围咬住、钳制、撕裂或者砍断猎物的肉体和骨骼。牠的主要食物是擁有陸地動物中最厚裝甲的大地龜。

## 体型

多種鱷魚的體型比较图，由上而下分別為：恐鱷（黃色）、普魯斯鱷（紅色）、鉤鼻鱷（青色）、真槽齒鱷（茶色）、帝鱷（靛色）、灣鱷（綠色）

目前發現最大的顱骨化石來自普魯斯鱷屬的模式種 P. brasiliensis，其顱骨長度可達1,453（57.2英寸）。古生物学家估计該個體全长约为 10.3（34英尺），重约 5.16公噸（5.69短噸）。另一个估计則提出全長为 12.5（41英尺） 和體重達 8.4公噸（9.3短噸）的较大尺寸，平均每日食物摄入量为 40.6千克(90英磅)。根據一項2022年的使用系統發育方法計算的估計的長度為7.6到9.2米(25-30英尺)重量是2到6.2公噸（2.2-6.8短噸），如果使用非系統發育方式估算，長度為9.2至10米（30-33英尺），質量則為3.9到4.9公噸（4.3-5.4短噸）。基於只發現了頭骨，因此實際長度還是無法確認，而咬合力估计16,000磅高達69,000 N（7公吨力量）。
較大的體型與強大的咬合力使得普魯斯鱷得以捕捉各式不同物種的獵物，成為該生態系中的頂級掠食者。成鱷有能力捕捉大型脊椎動物，包括巨型龜鱉目、異關節總目與南方有蹄目及鯨偶蹄目等物種，而較小型的掠食者完全無法與牠們競爭。然而，研究人員指出，普魯斯鱷的巨大體型雖然給予牠們很多生存上的優勢，但也使得牠們對環境的變化變得十分敏感。必須有大量且穩定食物來源的普魯斯鱷在面臨持續不斷的大規模環境變化後，最終被較小型的凱門鱷近親取代。

## 外部連結
- Tetrapod Zoology post on Purussaurus （页面存档备份，存于）
- UFAC